# シグネ・ハンマシュティエン＝ヤンソン
シグネ・ハンマシュティエン＝ヤンソン（Signe Hammarsten-Jansson 1882年6月1日 - 1970年7月6日）は、スウェーデン＝ノルウェー生まれの画家、グラフィックデザイナー。日本語表記にはシグネ・ハンマルステン＝ヤンソンもある。
スウェーデン語系フィンランド人の彫刻家ヴィクトル・ヤンソンと結婚後にフィンランドに移住し、挿絵、似顔絵、諷刺画、切手や有価証券のデザイン、装丁などを手がけた。スウェーデンにおけるガールスカウト創設に影響を与え、後年に自らをサフラジェットと呼んだ。若い頃からの愛称はハンマシュティエンの短縮形「ハム」で、のちに子供たちからもハムと呼ばれた。『ムーミン』の作者として知られる画家・作家のトーベ・ヤンソンは娘にあたる。

## 生涯

### 幼少期、子供時代
1882年6月1日、スモーランド地方のカルマルで生まれた。父親のフレデリック・ハンマシュティエンは主任牧師で、スウェーデン王の聴罪師をつとめていた。母親のエリン・エマヌエルソンは司祭長の娘だった。シグネは第二子で、姉が1人と弟が4人いた。シグネの名前は、北欧神話のシグニーに由来する。
ハンマシュティエン家の子供たち全員が充分な教育を受けるのは経済的に困難で、男子の教育が優先された。女子には牧師の妻という役割が期待され、姉のエルサは教師をつとめてからドイツ人牧師と結婚した。シグネは独立心が盛んで、外科医になるのを望んだ時もあったが、前述の事情により14歳で学業を終えた。
シグネは活発な少女時代をすごし、動物との付き合いや野外活動を好んだ。フレデリックが士官学校の牧師をつとめていた時期に16歳だったシグネは、早朝に士官たちの馬を乗り回した。ひそかに曲乗りを披露した時には、たまたま国王一行が臨席していたため、フレデリックに発覚した。ライフル射撃の大会で優勝し、その他にトレッキング、カヌー、ヨット、ボート、スキーなどを楽しむ様子がアルバムに残っている。
シグネが10代の時に一家はストックホルムへ引っ越した。シグネは自立した生活を考え、将来なりたいものとして彫刻家、そうでなければ画家を望んでいた。1902年からストックホルム工芸専門学校に通い、商業デザインで好成績をおさめた。美術教師になるために石膏の型取り、造形、木材の扱いなどを学んだ。

### 教師時代、ガールスカウト運動
22歳の時、ストックホルムのヴァッリン女学校の美術教師の仕事についた。シグネは教師として働きつつ、同僚のエミー・グレン・プロベリやエステル・ラウレルと共にガールスカウト的な活動を始めた。1907年に始まったボーイスカウトは少年だけが対象だったため、女生徒はなぜ自分たちが団員になれないのかと主張していた。そこでシグネらは女生徒たちへの対応として1908年にスカウトを組織した。
女性のファッションが長いスカートだった時代に、シグネら3人はシャツとキュロットスカートを選んだ。「女の子も男の子みたいに外で遊ぼう！」というスローガンを掲げ、ハイキング、サイクリング、手旗信号、ボートなどを企画した。1911年にストックホルムで国際婦人参政権同盟の会議が開催され、同年にはスウェーデンでガールスカウトが設立され、シグネたちの活動も紹介された。

### 留学・結婚
シグネは教師になった後も芸術家の夢を持ち続け、奨学金を得て1905年と1910年にイタリアやフランスに留学をした。1910年は純粋芸術を学ぶため、現代美術で定評のあったパリのグランド・ショミエール芸術学校に留学し、彫刻家でスウェーデン語系フィンランド人のヴィクトル・ヤンソンと出会った。1913年8月にスウェーデンにあるペッリンゲ群島のブリデー島でシグネとヴィクトルは結婚式を挙げた。結婚後はパリに留学してモンパルナスで生活を始めた。2人はモンパルナス墓地の西にあるゲテ通りに近いムーラン・ド・ブール通りにアトリエをかまえた。このアトリエで撮影された2人の写真も残っている。
経済的な事情や、1914年の第一次世界大戦の勃発によって、シグネとヴィクトルはフィンランド大公国へ引っ越し、同年にトーベが生まれた。当時のフィンランドはロシア帝国の直轄領であり、シグネは街にいるロシア兵に驚いた。また、スウェーデン出身のシグネは言語的な少数派となった。フィンランドではフィンランド語とスウェーデン語が公用語だったが、スウェーデン語系は1917年時点で総人口の約11%だった。このためフィンランドでの交友関係は限られることになった。
フィンランドはロシアから独立後の1918年に内戦が起きた。ヴィクトルは政府側の白衛隊の兵士に志願し、シグネはトーベと共に戦火を避けてストックホルムの両親のもとで暮らした。戦地のヴィクトルに向けて、シグネはトーベの写真やトーベが描いた絵を送った。ヴィクトルは前線の経験がもとで内戦後はふさぎがちになり、口数が少なくめったに笑わない人間になった。シグネは彼について「戦争で壊れてしまった」とも表現した。

### 画家・デザイナーとしての生活
ヘルシンキに引っ越す前にスウェーデンの雑誌『ストリクス（梟）』に挿絵を描き、挿絵画家としての活動を始めた。この時に、ペンネームとして「ハム」を名乗るようになる。女性が専門職や技術職につくことは歓迎されず、『ストリクス』の編集主幹のアルベルト・エングストレムは編集室でシグネと会って「ハム」が女性だと知ると、今後のギャラを半額にすると言った。怒ったシグネは編集室を去り、『ストリクス』からの依頼は途絶えた。
シグネは結婚をきっかけに純粋芸術から遠ざかっていった。1924年にフィンランド銀行印刷局にパートとして採用され、切手、証書、紙幣の図案をデザインした。1日2時間、週10時間労働で、月給は3000マルッカだった。画家としては挿絵、風刺画、本の表紙絵などを描いた（後述）。
ヴィクトルの収入は作品の依頼、助成金、コンペの賞金などであり、家庭で唯一の定収入はシグネの印刷局での仕事だった。シグネはフィンランド初の切手デザイナーとしても知られるようになり、さまざまな書籍の表紙を担当し、複数の雑誌で挿絵を描いた。挿絵の中でも『ガルム』には1923年の創刊号から関わり、1953年の最終号まで欠かさずに挿絵を描いた。美術を学んだ経験は、ヴィクトルの制作を助手として手伝う際にも役立った。ストックホルム工芸専門学校で学生生活をおくるトーベに書いた手紙で、シグネは仕事漬けで疲れていることを書いている。
シグネは挿絵や雑誌の仕事を減らし、印刷局の切手や証券の図案描きへ重点を移していった。理由の1つは印刷局が安定した収入源である点、もう1つは1930年代からトーベが『ガルム』で仕事を始めた点にあった。印刷局の図案は、1962年まで続けた。

### 晩年
年金生活が始まった1954年にはトーベと共にロンドン、パリ、リヴィエラを旅した。母娘は以前から2人旅行を望んでおり、余裕のある旅の中で思い出を語り合った。1958年にヴィクトルを亡くした後は、トーベとの関係がさらに密接になった。夏はブレッドシャール島でトーベや第三子のラルスの家族とすごした。ブレッドシャール島が手狭になると、トーベはパートナーのトゥーリッキ・ピエティラとクルーヴ島への移住を考え、トーベとの生活を望むシグネは反対した。1964年を最後に、シグネはブレッドシャール島を離れ、トーベやトゥーリッキらとクルーヴ島ですごすようになった。
晩年には落ち込むことが増え、子供たちの負担を気にするようになった。入院後は子供たちが毎日見舞いをして、1970年7月6日に死去した。トーベは友人アトス・ヴィルタネン宛の手紙で「母は自分が望んだように逝ってしまった。麻痺で苦しむ必要も、病院で長く苦しむ必要もない。まったく正気で知性を保ったまま……」と書いた。埋葬は1週間後の7月14日に行われた。

## 作品
シグネの絵は大胆な構図とシンプルな描線によって動きを表現することに優れていた。シグネは一瞬でも見た顔や身体の特徴を記憶する資質があり、街角で見かけた有名人を長時間がたったあとでも思い出して描写できた。直線的で動的な描線とタッチの大胆さ、「ハム」という署名のために、しばしば男性画家と間違われた。シグネは勤勉さでも知られ、質を落とさずに大量の仕事をこなした。
シグネが敬愛した画家に、ノルウェーの画家オラフ・グルブランソンがいる。グルブランソンはディフォルメによって人物像を表現する作風で、シグネの作風にも同様の特徴がみられる。

### 挿絵
スウェーデンの雑誌『ストリクス』で挿絵画家として活動を始めたシグネは、1916年からフィンランドの雑誌『ルシフェル（明星）』で似顔絵画家となった。『ルシフェル』は年数回発行される出版業界誌で、シグネは業界人の似顔絵やカリカチュアを約350点製作して画風と名が広まった。画風は伝統的なもの、斬新なもの、挑発的なものなどを描き分ける器用さがあり、モデルにされた人物も怒らなかった。
フィン語の雑誌『トゥーリスパー（疾風）』ではヴィクトルの似顔絵も手がけており、「わたしの夫と他人の男たち」というタイトルで、デフォルメされた男性たちを並べてヴィクトルだけを男前に描いた。

### 風刺画
シグネは『ルシフェル』を経由して編集者のヘンリー・レインと知り合い、同じくレインが編集人をつとめたスウェーデン語の風刺雑誌『ガルム』の仕事につながった 。
風刺画家としてのシグネは、『ガルム』を中心に活動した。『ガルム』には創刊号の表紙から関わり、フィンランドに移住して10年の新参としては大きな仕事を手がけた。『ガルム』は政治風刺を中心とする雑誌で、誌名は北欧神話に登場する冥界の番犬ガルムに由来する。シグネが創刊号で描いたガルムは、クリスマスツリーの枝をくわえて雪が積もる街中を走り、人々を驚かせている。
『ガルム』創刊後のシグネは首席画家として描き続け、その作風は「小さなコブラ」とも呼ばれて評判になった。女性で風刺やカリカチュアを描く画家は少なく、『ガルム』創刊号では15人のうち女性はシグネ1人だった。レインは『ガルム』の記事になりそうなテーマを思いつくとシグネに電話をして内容・数量・期日を注文し、シグネは期日にレインの事務室に届けるという進行で約30年間続けた。レインはシグネを信頼し、制作では自由裁量を与えていた。シグネは1931年1月から12月にかけては『ガルム』の共同編集人もつとめ、レインとともに運営にも携わった。
1933年にストックホルムで風刺画の展覧会「ユーモアと風刺」が開催された際は、シグネの作品も展示された。同年のヘルシンキで同じ展覧会が「ユーモリスト展」という名で開催され、トーベの自画像も展示された。

### 自画像
1923年の『ルシファー』では、後ろ姿の自画像を描いた。つば広の黒帽子をかぶり、右手で少女時代のトーベの手首をつかんでいる。左手には買い物でふくれた袋を持ち、荷物の重みで左肩が上がっている。1932年の『ガルム』では50歳を祝って自画像を描いた。鋭い眼差し、結ばれた口元、豊かな髪などで自己を表現している。

### 切手・紙幣デザイン
シグネはフィンランド銀行印刷局で切手や有価証券のデザイナーとして活動した。フィンランド史上初の切手図案の専門家となり、173枚の図案を制作した。紙幣では、1945年に50マルッカと100マルッカ紙幣の図柄を手がけた。
1940年開催予定でヘルシンキ・オリンピックの計画が持ち上がった際には記念切手のコンクールが行われ、シグネも応募したが、第二次世界大戦の勃発によって中止に終わった。シグネが切手の試作品に付けたメモには「ただしやってきたのはオリンピックではなく戦争だった」と書かれている。戦後の1952年にヘルシンキ・オリンピックの開催が実現すると、ヘルシンキ・オリンピックスタジアムを描いたシグネの図案が記念切手に採用された。シグネは確実な収入源としてトーベに印刷局の仕事をすすめたが、トーベは細密画でシグネにかなわないと考えて避けた。

### 装丁・表紙
装丁や表紙絵は年間20冊ほどを制作する早いペースで、絵柄を変える技術が版元に高く評価された。北欧では多くの出版物を秋に刊行する習慣があり、同じ人物の手がけた本が同時に書店に並ぶ可能性がある。シグネは自分の本が似た印象にならないようにそれぞれ画風を変えていた。

### 蔵書票
家族や親しい友人のために蔵書票を作った。自分とヴィクトルの書票にはヴィクトルが好きなボートを描き、トーベの書票には鏡文字を使った。『ガルム』の編集者ヘンリー・レインには、蛇を倒す剣の書票を贈った。

### テキスタイル
当時、女性はテキスタイルアートに取り組むべきとする風潮があった。シグネもテキスタイルアートを制作し、1919年に「フィンランド手工芸の友」がコペンハーゲンで開催した展示会ではラグニ・カヴェンと出展した。

### 文章
「仕事について」と「愛について」という2つの文章を残しており、芸術について書いたものはない。晩年の1969年に、自らの人生について口語体で韻を踏まない詩のかたちで表現した。この詩は、アメリカの詩人エドガー・リー・マスターズが墓碑銘風の詩を集めた『スプーンリバー詞花集』（1915年）を参考に書かれている。この詩の中で、シグネは自分をサフラジェットと呼んだ。

## 制作環境
内戦後のシグネとヴィクトルはヘルシンキのルオッツィ通りで生活し、室内には彫刻、テキスタイル、両親の肖像画などが飾られていた。ヴィクトルのアトリエはあったが、シグネには個室はなく仕事机で制作をした。シグネが仕事部屋を持つようになったのは、芸術家向けに建てられたアトリエ付きの集合住宅ラッルッカに引っ越してからだった。シグネの制作風景は、「背中を丸めて作業机にかぶさるように座り、強い虫眼鏡を目に当てている姿」だったと第二子ペル・ウーロフは記憶している。
シグネは、スウェーデンの実家から譲り受けた椅子などの家具を大切にしていた。本棚は床から天井まで埋まっており、シグネとヴィクトルの蔵書の他に、シグネが挿絵を手がけたため献本も多かった。

## 家族、交友関係

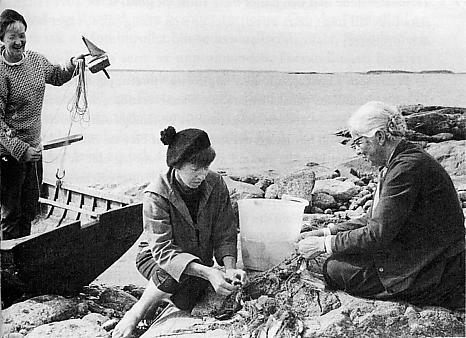
漁をするシグネ（右）、トーベ（中央）、トーベのパートナーのトゥーリッキ・ピエティラ（左）

当時のスウェーデン語系フィンランド人の芸術家は家系が大きな影響を与えており、芸術家の家系出身ではないシグネとヴィクトルは例外だった。ヤンソン家は一緒に作業し、批評し合うという関係にあり、ヴィクトルの作品ができた時に最初に見るのはシグネ、次にトーベという順番が決まっていた。

### 両親・姉弟
父親のフレデリックはスウェーデン西部のエステルイェートランド地方出身で、宮廷牧師から牧師長になった。フレデリックの説法は人気があり説法集も出版され、聴衆からは「目で読むよりも耳から入れたい」とも言われるほど話術が優れていた。母親のエリンは司祭長の娘で、「おてんばな牧師の娘」と呼ばれたという記録が残っている。シグネが活発な少女だったのはエリンの気質を受け継いだためともいわれている。親の話術はシグネに受け継がれ、のちにシグネからトーベへと受け継がれた。
姉弟は5人いた。姉のエルサはドイツ人牧師のフーゴと結婚してドイツで生活した。弟たちは自然科学の分野に進み、トシュテンはエンジニア、ウーロフは生物学者、エイナルは化学者、ハラルドは数学者になった。兄弟は冒険が好きで探検家気質の者が多かった。

### 夫
ヴィクトルは1886年生まれでシグネの4歳下にあたる。小間物商の家庭に生まれ、一族の反対を押し切って芸術家への道を選んだ。シグネに出会ったのは1910年に公費でパリに留学した時だった。彫刻家として226体の彫像を制作し、公共建築物や公園に作品が残っており、シグネをモデルにした作品もある。ヴィクトルは当時のフィンランド人の多くと同様に親ドイツ的であり、アングロ・サクソン的なスウェーデンで育ったシグネは政治や思想面で夫に違和感を覚える時があった。ただしヴィクトルもシグネもフランスには特別な好意を持ち続けた。

### 子供
シグネには3人の子供がおり、第一子がトーベ、第二子がペル・ウーロフ、第三子がラルスである。シグネの絵の技術や事務的な能力は、トーベに影響を与えた。幼少期のトーベはシグネの仕事を見ながら成長し、1人で創作をするようになった。トーベは描く仕事が生活にも関わっていることをシグネから学び、14歳に画家デビューした。トーベが成長してからは同業者として助け合い、この関係はトーベが有名になってからも続いた。トーベは『家族』（油彩、1942年）や『ハム』（油彩、1949年）などシグネを描いた作品を残している。
ペル・ウーロフは短編小説集でデビューしたのちに写真家となった。シグネはペル・ウーロフの小説『若き男、ひとり歩く』（1945年）や『ハッピーエンドの本』（1946年）で挿絵や表紙を手がけた。ラルスは15歳で冒険物語『トルトゥガの宝』（1941年）でデビューし、彼の作品『トルトゥガの宝』、『支配者』（1945年）、『我は我が不安なり』（1950年）ではシグネが表紙を制作した。

### 親戚
1920年代のヤンソン一家は、夏はスウェーデンの親戚がいるブリデー島ですごす習慣があった。フィンランドは内戦ののちも戦争が起きて物資不足が続き、スウェーデンの親戚は食料、画材、建築資材などをシグネに送って援助した。
フレデリックの兄で伯父にあたるウーロフ・ハンマシュティエンはウプサラ大学の医学・生理学教授で、学長として4年間つとめた。フレデリックの姉で伯母にあたるヴィルマ・リンデは作家として1880年代に活動した。

### 友人
スウェーデンの女学校教師時代の同僚はエミー・グレン・プロベリとエステル・ラウレルで、親友でもあった。のちにエミーは新しいスカウト活動の創始者となり、エステルは大学へ進んだ。

## 評価・影響
シグネが活動した時代のフィンランドでは、結婚した女性が芸術家として仕事を続けるには障害があった。夫のキャリアが重視される環境において、妻は夫の制作を支えることを求められ、シグネも家計を支えるために印刷局の仕事を続けた。ヘルシンキの郵便博物館には、シグネが印刷局で制作した切手が収蔵されている。
シグネは近代的な職業婦人として取材を受けた。フィンランドのスウェーデン語系女性誌『アストラ（星）』では、1922年の「結婚した女性が外で仕事をもつこと」という特集に出て、シグネとトーベの写真が表紙に使われた。インタビューでのシグネは、「初めは芸術に時間をかける余裕などありませんでしたが、トーベが大きくなるにつれ〈芸術への憧憬〉がむくむくと湧いてきて、芸術のない人生なんて不可能になってしまいました」と語った。
20世紀後半までのフィンランドでは、純粋芸術と応用芸術のあいだには差があると考えられていた。このため、応用芸術に分類されるシグネの活動は評価されなかった。スウェーデン人物事典では、「ウーロフ、エイナル、ハラルドの姉、彫刻家ヴィクトルの妻、作家のトーベ・ヤンソンの母」という姉・妻・母の立場から書かれている。
シグネ、エミー、エステルの3人が企画したガールスカウト活動は、国際婦人参政権同盟の会議において新時代の女性像として評価された。
トーベは、『ムーミン』シリーズに登場するムーミンママはシグネがモデルだと語っている。シグネとムーミンママは性格面で寛容さと温かさという共通点があり、ムーミンママが壁に絵を描くところや、夏にベランダで木を削ってボートを作る場面はシグネをもとにしたとされる。『ムーミン』の他にもトーベはさまざまな小説でシグネをモデルにしており、『彫刻家の娘』（1968年）、『聴く女』（1971年）、『少女ソフィアの夏』（1972年）などに登場している。『少女ソフィアの夏』は、シグネやラルス、そしてラルスの娘ソフィア・ヤンソンをモデルとする登場人物が小島ですごす最後の夏の物語となっている。
トーベの伝記映画『TOVE／トーベ』（2020年）がフィンランドで制作された際は、シグネ役をカイサ・エルンストが演じた。